# الشواولة
قرية الشواولة هي إحدى القرى التابعة لمركز المنشأة بمحافظة سوهاج في جمهورية مصر العربية. حسب إحصاءات سنة 2006، بلغ إجمالي السكان في الشواولة 9456 نسمة، منهم 4683 رجل و4773 امرأة.